# Cuboide (juguete)

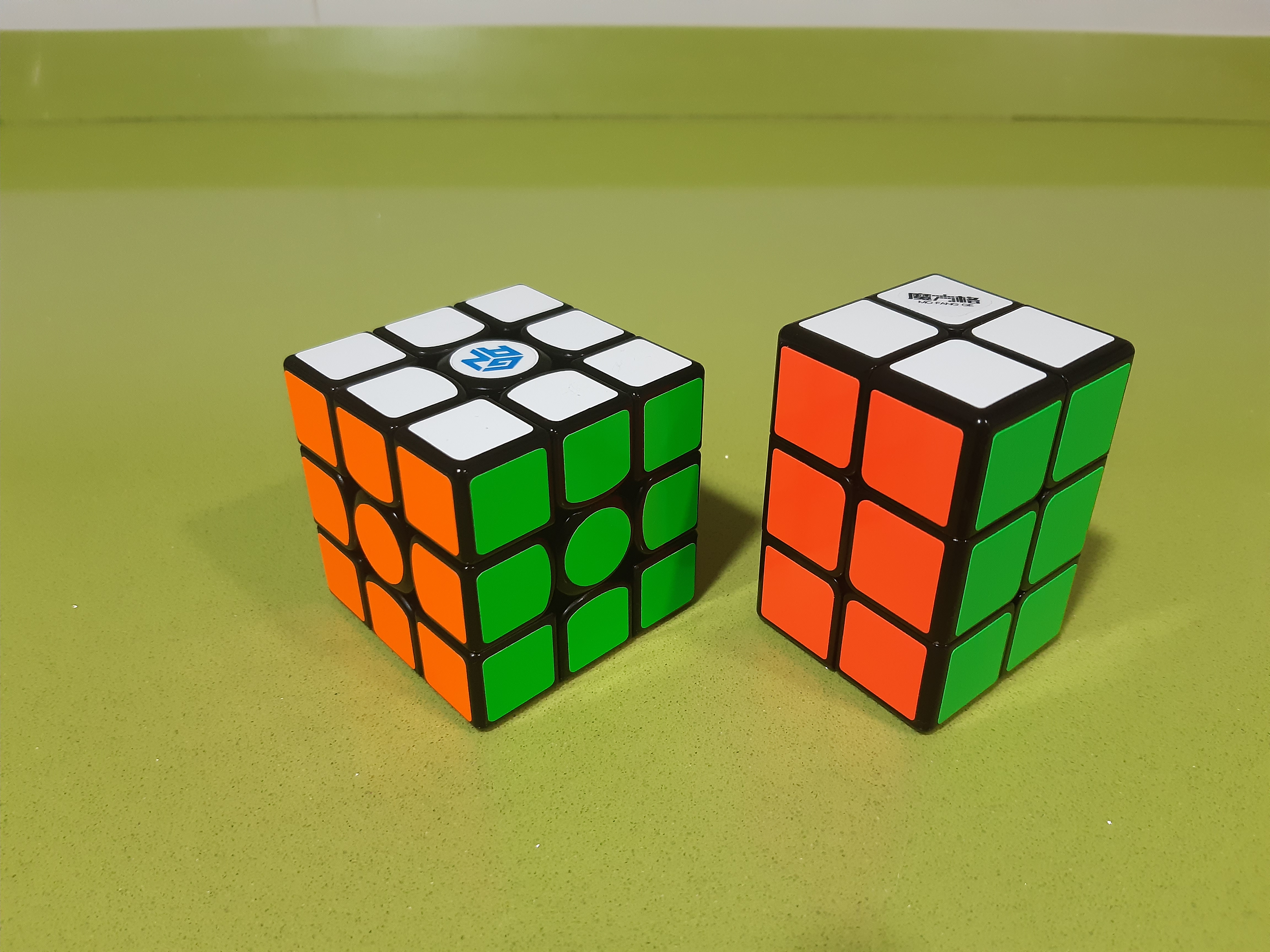
Cubo de Rubik 3×3×3 (izquierda) y cuboide 2×2×3 (derecha)

Un cuboide o cuboide de Rubik es un rompecabezas tridimensional de combinación que se distingue del cubo de Rubik tradicional por presentar dimensiones desiguales en, al menos, dos de sus ejes. Esto significa que el número de piezas que conforman su estructura varía entre la longitud, la anchura y la altura. Por tanto, no suele ser totalmente cúbico (y si lo es, se debe a que ha sido reducido en tamaño para facilitar su manejabilidad).
El cuboide introduce nuevas dinámicas y retos en la resolución del rompecabezas, ya que sus movimientos y combinaciones se ven afectados por la asimetría de sus proporciones. Sus características lo convierten en una pieza atractiva tanto para coleccionistas como para entusiastas que buscan un desafío alternativo, aunque no necesariamente más complicado, al ofrecido por el cubo tradicional.
Existe una gran variedad de cuboides, que abarca desde pequeños cuboides como el 3×3×1 (cuboide Floppy) hasta otros mucho más enrevesados como el cuboide 3×3×7.

## Aclaración
Los rompecabezas tridimensionales como los cuboides no están pensados para niños, si bien es posible que los más pequeños puedan divertirse con ellos. Su consideración como juguete está vinculada más bien a que está destinado al entretenimiento, pero no son equiparables a una muñeca de trapo o un auto a escala. Estos rompecabezas poseen una solución un tanto compleja a medida que sus capas aumentan y cuando admiten, como característica particular, la posibilidad de mezclar de forma total, mas no parcial, todas sus piezas entre los diferentes niveles que presenten (ejemplos: cuboide 2×4×6, cuboide 3×5×7,etc.). Los algoritmos utilizados para conseguir solucionar estos cuboides tienen su base en la combinatoria, rama de las matemáticas. 
Los cuboides se caracterizan por su gran diversidad. Cabe destacar los siguientes modelos:
- 1×1×2 ("Boob Cube") [1]
- 2×2×3 ("Torre de Rubik")
- 2×2×4
- 2×2×5
- 2×2×6
- 2×3×4
- 2×4×6
- 3×3×1 ("Floppy Cube")
- 3×3×2 ("Dominó de Rubik")
- 3×3×4
- 3×3×5
- 3×3×6
- 3×3×7
- 3×3×9
- 3×4×5
- 4×4×2
- 4×4×3
- 4×4×5
- 4×4×6
- 5×5×4

## Resolución
La forma de resolución del rompecabezas, así como su dificultad, varía en función del tipo de cuboide. Como es obvio, los algoritmos que se han de aplicar para resolverlos no son comunes a todos los tipos de cuboides y cada uno de ellos se resuelve de forma diferente.